# Покровська церква (Крюків)

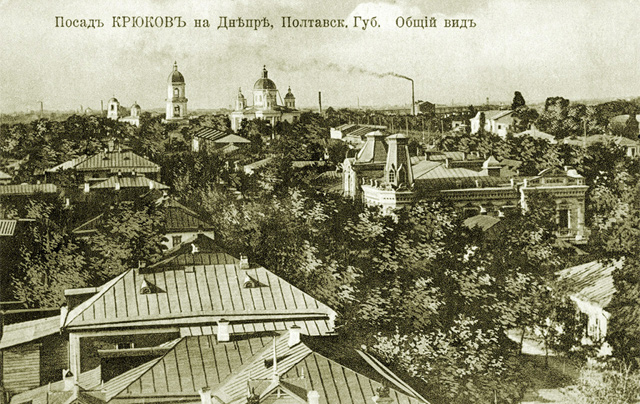
На передньому плані Покровська церква з дзвіницею

Покровська церква - православна церква в посаді Крюкові Кременчуцького повіту Полтавської губернії (зараз у складі міста Кременчука Полтавської області), що існувала з 1828 року до 40х років XX ст.

## Опис
Церква розташовувалася в Крюкові на Базарній площі, де починалася вулиця Херсонська (зараз вулиця Івана Приходька на місці будинків 23 та 29). Була збудована у 1828 році на місці старої дерев'яної церкви.
Памятна книжка Полтавської губернії за 1865 рік згадує Покровську церкву у списку Церков, що мають найбільшу кількість прихожан у містах (більше 2 тисяч). Число прихожан зазначено 4941. Для порівняння Соборна Кременчуцька церква зазначена, як така, що має 3244 прихожан.

Опис церкви надається в Кліровій книзі по Полтавській Єпархії на 1902 рік за № 517-519:
Посада Крюкова Покровська церква, кам'яна, з такою самою дзвіницею, холодна, збудована у 1828 році. Церковна сторожка - кам'яна. Наявна церковна бібліотека. У приході церкви однокласна церковно-приходська чоловіча, з жіночим відділенням, школа, що розташована в окремій будівля на погості Кладовищенської церкви. Церковно-приходська опіка. Церкві належать три будинки, один з них церковна сторожка при Кладовищенській церкві, а також два будинки для квартир священника, діакона та двох псаломщиків. Землі ружної 125 дес. Платні у рік: двум священникам по 70 рублів кожному, одному священнику 35 рублів, діакону 18 рублів, псаломщику 15 рублів. Церква від консисторії у 120 верстах.
В приході також ще дві церкви:
а) [№ 518] кам'яна, тепла, в ім'я Святої мучениці Олександри, що збудована у 1842 році на одному погості з Покровською церквою;
б) [№ 519] на приходському кладовищі кам'яна, з такою самою дзвіницею, Успенська церква, що збудована у 1877 році.
Прихожан 3204 душ чоловічої статі та 3169 душ жіночої статі.
В приході селища - Картина [можливо малось на увазі Калантир], Курчанівка, Чечелева, Демуровка, Садки, Плотникова, Деївка.
Священники: протоієрей, Феодор Дмитрієв Архангельський - у сані священника з 1865 р., наперстний хрест 1893р.; Петро Григоров Богданович - у сані священника з 1885 р., скуфья 1901р.; Дмитро Іоаннов Григорович у сані священника з 1899р.
Діакон Іоанн Васильєв Стефанович - у сані з 1884 р.
Псаломщики: диакон Василій Петров Опрятов - у сані з 1901 р., діакон Іоанн Василбєв Зубковський - у сані з 1901р. та Віктор Захарієв Дорошенко.

Церковний староста купець Андрій Іванов Каєвич.
Клірова книга по Полтавській Єпархії на 1912 рік нає наступний опис Покровської церкви за № 481-483 (1 окр.):
Посад Крюків. Покровська церква, кам'яна, з окремою дзвіницею; холодна, збудована в 1828 році; при ній Царице-Олександрівська церква [№ 482], тепла, збудована в 1842 році; приписна кладовищенська Успенська церква [№ 482], збудована в 1877 році; дво-класна церковно-приходська школа; квартири для чотирьох священників по 5 кімнат в 864 куб.арш., двум псаломщикам по 2 кімнати в 324 куб.арш.; платні 1-му та 2-му священнику по 68 р. 70 коп., 3-му священнику 34 р. 30 коп., диякону 17р. 64 коп., 1-му псаломщику 14р. 70 коп.; ружної землі 125 десятин; прихожан привілігованих 101, міщан 1 755, селян 6 599; селищ 7 від 2 до 5 верств; станція Крюків [-] верств; пристань Кременчук [-] верств; поштова контора Крюків; відстань від Констисторії 120 верств, від благочинного 4 версти.

Священник Петро Іоаннов Гребинський, Кирило Андреєв Сокологорський, Дмитро Іоаннов Григорович, Михайло Іоаннов Коропов, диякон Іоанн Васильєв Стефанович, псаломщик - диякон Іоанн Васильєв Зубковський, псаломщик Григорій Хрисанфов Бєленський; церковний староста міщанин Лука Трофимов Дубина; заштатний протоієрей Феодор Дмитрієв Архангельський.

## Історія
Покровська церква була закрита з приходом радянської влади у 1937 році. 17 жовтня 1937 року газета «Вагонобудівник» радісно повідомляє про закриття останньої церкви у Крюкові: «Як більмо в оці стояла в Крюкові Покровська церква, що перетворилася на прапор ще недобитих ворогів, стягуючи під свою покрівлю антирадянські елементи з колишньої Кременчуцької округи, отруюючи релігійним опіумом чесних громадян. Уряд Української РСР задовольнив чисельні клопотання і вимоги трудящих Крюкова. Останнє вогнище мракобісів – Покровську церкву закрито. Її приміщення, де не один десяток років дурили чесних людей казками про бога і рай на небесах, відвертаючи увагу від соціалістичного будівництва на радянській землі, буде переустатковано під культурний заклад». Були репресовані священник Покровської церкви Василь Зіновійович Гончаренко та протодиякон Іван Федорович Биков.
У фонді Крюківської міської управи періоду нацистської окупації є Список осіб, що працюють на улаштування теплої церкви на місці Покровської церкви у Крюкові на Дніпрі датований 18 листопада 1941 року.
Покровська церква можливо відновлювала діяльність під час нацистської окупації, так як у списках працівників Успенської церкви у вересні 1943 року значиться Дегтярьов Т.Ф., як староста Покровської церкви. (можливо у цьому списку мається на увазі Покровська церква села Кам'яні Потоки).
За іншими даними Покровська церква була знесена ще до 1941 року.

## Інше
В Державному архіві Полтавської області зберігаються метричні книги Покровської церкви разом з метричними книгами Хрестовоздвиженської єдиновірської церкви - ф. 1011, оп. 3, справи 25-76. Метричні книги крюківських церков майже єдині метрики, які збереглися з усіх церков міста Кременчука.